# Rudgea ilheotica
Rudgea ilheotica är en måreväxtart som beskrevs av Johannes Müller Argoviensis. Rudgea ilheotica ingår i släktet Rudgea och familjen måreväxter. Inga underarter finns listade i Catalogue of Life.